# Kamienica Nagotowska w Krakowie
Kamienica Nagotowska (znana także jako Kamienica Krumfeltowska, Kamienica Kuligowiczowska) – zabytkowa kamienica znajdująca się w Krakowie, w dzielnicy I przy ulicy Floriańskiej 9, na Starym Mieście.

## Historia
Kamienica została wzniesiona w II połowie XIV wieku. W II połowie XV wieku została rozbudowana, wzniesiono też oficynę. W połowie XVI wieku została przebudowana w stylu renesansowym. W drugiej połowie XVI wieku ściany i stropy pomieszczeń pierwszego piętra ozdobiono polichromiami m.in. fryzami z girlandami, wiciami roślinnymi, medalionami portretowymi i wzorami geometrycznymi. Od pierwszej ćwierci XVII wieku do 1708 budynek należał do rodziny Nagothów. W 1753 został wyremontowany przez W. Laśkiewicza. W pierwszej połowie XIX wieku należał do A. Siemońskiego. W 1841 został przebudowany w stylu późnoklasycystycznym. W latach 1849–1897 należał do rodziny Nitschów, w 1877 przebudowano fasadę i dach według projektu Maksymiliana Nitscha, a w 1890 nadbudowano trzecie piętro. W 1932 przebudowano parter fasady według projektu Stefana Strojka, odtwarzając renesansowy portal. W 1937 zaadaptowano parter i pierwsze piętro na dom handlowy Krischer. W latach 1950–1954, w latach 60. XX wieku i w 1980 przeprowadzono remonty konserwatorskie.
1 marca 1966 kamienica została wpisana do rejestru zabytków. Znajduje się także w gminnej ewidencji zabytków.

## Architektura
Kamienica posiada cztery kondygnacje. Fasada jest trójosiowa, o klasycystycznym wystroju. W parterze znajduje się półkoliście zwieńczony kamienny portal w stylu renesansowym. Elewacja parteru obłożona jest kamiennymi płytami. Okna pierwszego i drugiego piętra ozdobione są frontonami: w skrajnych osiach trójkątnymi, a w środkowej półkolistymi, zaś okna trzeciego piętra – gzymsami. Drugie i trzecie piętro oddzielone są gzymsem, akcentującym wysokość budynku przed 1890. 
We wnętrzach budynku frontowego zachowały się m.in.: klasycystyczne polichromie z motywami groteski, kominek i XIX-wieczne parkiety.